# Hans Petter Buraas
Hans Petter Buraas (n. 20 martie 1975, Comuna Bærum, Akershus, Norvegia) este un schior alpin ce a reprezentat Norvegia, medaliat olimpic. A participat la 2 ediții ale Jocurilor Olimpice (1998, 2006) în care a câștigat o medalie de aur.